# Heinrich Joseph Horwitz
Heinrich Joseph Horwitz (geboren 28. April 1824 in Putzig, Preußen; gestorben 17. November 1899 in Berlin) war Jurist und Mitglied des Deutschen Reichstags.

## Leben
Horwitz war als Jude geboren und ließ sich später evangelisch taufen. Er studierte an den Universitäten Berlin, Breslau und Heidelberg anfänglich Medizin und später Rechtswissenschaften. Während seines Studiums wurde er 1840 Mitglied der Burschenschaft der Raczeks Breslau. 1850 trat er in den Justizdienst ein und 1855 wurde er Gerichts-Assessor beim Stadtgericht Berlin. 1858 ließ er sich als Rechtsanwalt und Notar erst in Liebenwerda, dann 1862 in Grünberg und 1867 in Berlin nieder.
Er publizierte unter anderem 1848 Die Verfassungen der konstitutionell-monarchischen und republikanischen Staaten der Gegenwart. Horwitz war auch Herausgeber der Parlaments-Zeitung. 
Ab 1870 war er Mitglied der Stadtverordneten-Versammlung in Berlin. Von 1878 bis 1879 war er Mitglied des Preußischen Abgeordnetenhauses für den Wahlkreis Merseburg 1 (Liebenwerda-Torgau) und von 1883 bis 1887 und von 1890 bis 1893 war er Mitglied des Deutschen Reichstags für die Deutsche Freisinnige Partei.